# Горман (Тексас)
Горман (енгл. Gorman) град је у америчкој савезној држави Тексас. По попису становништва из 2010. у њему је живело 1.083 становника.

## Демографија
Према попису становништва из 2010. у граду је живело 1.083 становника, што је 153 (12,4%) становника мање него 2000. године.
| Група             | 2000.       | 2010.       |
| Белци             | 864 (69,9%) | 706 (65,2%) |
| Афроамериканци    | 1 (0,1%)    | 1 (0,1%)    |
| Азијати           | 0 (0,0%)    | 3 (0,3%)    |
| Хиспаноамериканци | 360 (29,1%) | 368 (34,0%) |
| Укупно            | 1.236       | 1.083       |